# Emotional Damage
Emotional Damage，亦作 e-mo-shun-al-dam-age，直譯為「情感傷害」或「情绪攻击」，是居住在美國的愛爾蘭及华裔混血演员兼YouTuber史蒂芬·何·奧伯恩（Steven He O'Byrne，中文名何嘉）在其YouTube影片中使用的一句台词，其在一些网络媒体平台引发不小反响，并成为一个流行语和迷因。

## 迷因
这句台词因其独特的口音以及史蒂芬·何的夸张动作而流传开来，用来调侃被恋人拒绝、被朋友严厉批评等尴尬情形，史蒂芬·何得到了“情绪攻击小子”（the Emotional Damage Guy）的绰号。台词所在的原影片在四个月内的播放量高达1,730万，截至2022年3月已达3,300多万播放量，此后有网友将其中的“Emotional Damage”片段截出并上传至YouTube，其截至2022年5月已达291万播放量。
除了YouTube，这句台词还传播至Tiktok和Bilibili，并出现了空耳版本“椅哞身脑呆妹纸”以及由台词衍生出的文创产品。

## 演员的反应
2022年1月，史蒂芬·何另行发布影片以进一步解释“Emotional Damage”，发布后不到一天，播放量高达83.3万。同年3月，史蒂芬·何在接受媒体采访时表示，他因为“Emotional Damage”而在YouTube上得到较多用户的关注，更与电视制作人肯恩·莫克开展合作，对于自己能够在传统演藝界“做自己最初想做的事”而感到庆幸，同時也提到：
|  | Emotional Damage变成了一件疯狂的事。当每个人都开始发布这个迷因、观点时，我的观点就像花生一样（微不足道），你知道吗？ 没有人能在互联网上对抗数百万人的影响。两个月内有20亿次浏览量 —— 这只是TikTok一项，还不包括YouTube，Reddit，还有Snapchat那样的其他内容。 |